# 土師勝弘
土師 勝弘（はし かつひろ）とは、日本の美術スタッフ。過去にスタジオユニに所属していた。現在はフリーランス。

## 主な美術作品
- プロゴルファー猿（#40から美術監督）
- 名門!第三野球部（1988-1989年、背景）
- スケバン刑事（1991年、美術監督）
- るり色プリンセス（1992年、美術監督）
- こどものおもちゃ（1996-1998年、美術監督）※途中から中山恭子に交代
- ミルモでポン!（2002-2005年、美術補佐）
- あらしのよるに（2005年、背景）
- いっしょにとれーにんぐ（2009年、美術監督）
- それいけ!アンパンマン（2010年-2017年、背景）
- サザエさん（2017年- 、背景）